# Kurt Rosenlöcher
Kurt ou Curt Rosenlöcher, né le 12 octobre 1879 à Dresde et mort à une date inconnue, est un coureur cycliste allemand, spécialiste du demi-fond.

## Biographie
À partir de 1904, son entraineur est Willi Heßlich (de) qui le conduit à 33 victoires. En 1905, il court au vélodrome d'hiver où il rencontre Nat Buttler et Henri Contenet,.
Il est aussi entrainé par Alfred Starke (1880-1915)
En 1910, Il court les six jours de Berlin avec Willy Arend.
Selon les données de Fredy Budzinski, publiées dans le Rad-Welt (de), Rosenlöcher a gagné 26 850 francs dans la saison 1910,.

## Palmarès sur piste

### Championnat d'Allemagne
- 2e des championnats d'Allemagne de demi-fond en 1906, 4e en 1909[6].

### Autres
- Roue d'Or de Forst 1907[7]
- Coupe d'Or de Breslau 1907[8]
- Grand Prix d'Eté de Düsseldorf 1907[9]
- Grand Prix de l'Industrie Plauen 1907[10]
- Prix d'Eté à Cologne 1908[11]

## Vie privée
Il a un fils Kurt Rosenlöcher Junior qui a été professionnel de 1926 à 1929.